# Bruzdnice
Bruzdnice (Dinoflagellata) – takson glonów zaliczanych niegdyś do gromady tobołków, jedna z grup Protista. Większość bruzdnic to organizmy jednokomórkowe, choć czasami można spotkać je w postaci kolonii. Bruzdnice często posiadają pancerzyk składający się z płytek celulozowych oraz dwie wici. Stąd w dziewiętnasto- i dwudziestowiecznych systemach zaliczane były do wiciowców. Duża część organizmów należących do klasy Dinoflagellata to endosymbionty koralowców, małży, meduz. Bruzdnice endosymbiotyczne pozbawione są płytek celulozowych i wici. Takie bruzdnice zwane są zooksantelami (Zooxanthellae). Poprzez proces fotosyntezy dostarczają one swojemu gospodarzowi niezbędnych związków organicznych. Te bruzdnice, które nie posiadają zdolności fotosyntezy, najczęściej pasożytują na swoim gospodarzu.
Większość bruzdnic rozmnaża się bezpłciowo. U nielicznych grup Dinoflagellata stwierdzono rozmnażanie płciowe. Chromosomy u bruzdnic są trwale skondensowane, nawet wtedy, gdy nie następuje mitoza lub mejoza. W istocie procesy mitozy, jak i mejozy u tych protistów, są również nietypowe, np. nie zanika błona jądrowa. Zaliczane są do supergrupy Chromalveolata.
Bruzdnice są ważnymi producentami w ekosystemach morskich. Od czasu do czasu przechodzą eksplozje populacyjne, które są przyczyną czerwonych przypływów (zakwitów). Podczas takich zakwitów, niektóre bruzdnice produkują toksyny, będące przyczyną masowego wymierania ryb. Toksyny te są nieszkodliwe dla ostryg, czy chociażby omułków, żywiących się tymi organizmami. U ludzi, którzy spożyli takie ostrygi, może występować paralityczne zatrucie skorupiakowe, objawiające się niewydolnością układu oddechowego.

## Historia
W 1753 roku pierwsze bruzdnice zostały opisane przez Henry'ego Bakera jako „żyjątka, które tworzą w wodzie morskiej iskrzące światło” i nazwane przez Otto Friedricha Müllera w 1773 roku. Termin ten wywodzi się z greckiego słowa δῖνος (dinos), oznaczającego „wirowanie”, i łac. flagellum, zdr. od „bicz”.
W latach trzydziestych XIX wieku niemiecki mikroskopista Christian Gottfried Ehrenberg zbadał wiele próbek wody i planktonu i wyodrębnił kilka rodzajów bruzdnic, których nazwy są nadal stosowane, w tym Peridinium, Prorocentrum i Dinophysis.
Te same bruzdnice zostały po raz pierwszy włączone przez Otto Bütschliego w 1885 r. do rzędu wiciowców o nazwie Dinoflagellida. Botanicy traktowali je jako glony o nazwie Pyrrophyta lub Pyrrhophyta („glony ogniste”; gr. pyrr(h)os, ogień, w nawiązaniu do występującej u niektórych gatunków bioluminescencji) lub Dinophyta.

## Morfologia
Bruzdnice są jednokomórkowe i posiadają dwie odmienne wici wychodzące ze strony brzusznej. Jedna wić jest poprzeczna, wstęgowata, a druga podłużna gładka, skierowana ku tyłowi komórki. Określenia stron brzuszna-grzbietowa, lewa-prawa, typowe dla morfologii zwierzęcej, pochodzą z czasów, gdy bruzdnice uważano za jednokomórkowe zwierzęta. Poprzeczna witka to falista wstążka, w której zewnętrzna krawędź faluje od podstawy do końcówki. Na krawędzi mogą występować proste włoski, które mogą mieć różną długość. Ruch wiciowy napędza komórkę i pozwala jej się obracać.. Podłużna wić ma konwencjonalny wygląd, z niewielką ilością włosów lub bez włosów. Wici znajdują się w powierzchniowych zagłębieniach.
Bruzdnice mają złożone pokrycie komórek zwane amfiesmą, złożone z szeregu błon, spłaszczonych pęcherzyków i struktur pokrewnych.  U niektórych bruzdnic pęcherzyki te zawierają celulozową płytkę (tarczkę). Tarczki mogą zawierać również dodatek krzemionki lub kalcytu. Sąsiadujące tarczki łączą się szwami, w związku tym, u niektórych bruzdnic wykształcony jest pancerzyk (theca). U części bruzdnic jest on delikatny, a tarczki są liczne, z reguły sześciokątne i nie tworzą regularnego układu, choć da się wyróżnić bruzdy i główne strony pancerzyka. Taki typ określa się jako gymnodinioidaln.
Chloroplasty u większości fotosyntetycznych bruzdnic posiadają trzy błony, co oznacza, że prawdopodobnie powstały one na drodze endosymbiozy glonów. Większość gatunków fotosyntetycznych zawiera chlorofile a i c2, karotenoid, beta-karoten oraz grupę ksantofili. Pigmenty te nadają wielu wiciowcom charakterystyczny złoty kolor. Komórka bruzdnicy posiada również typowe organelle eukariotyczne, takich jak aparat Golgiego, mitochondria, ziarna lipidów i skrobi. Niektóre z nich posiadają plamkę oczną, tj. wrażliwą na światło organellę.

## Klasyfikacja
Wiciowce są protistami, które zostały sklasyfikowane przez Międzynarodowy Kodeksu Nomenklatury Botanicznej oraz Międzynarodowy Kodeks Nomenklatury Zoologicznej.
Chociaż klasyfikowane jako eukarionty, jądra bruzdnic nie są charakterystycznie eukariotyczne, ponieważ niektóre z nich nie mają histonów i nukleosomów oraz utrzymują stale skondensowane chromosomy podczas mitozy. Jądro bruzdnicy zostało nazwane „mezokariotycznym” przez Dodge'a (1966), ze względu na posiadanie cech pośrednich między zwiniętymi obszarami DNA prokariotycznych bakterii a dobrze zdefiniowanym jądrem eukariotycznym.
Jakob Schiller (1931–1937) przedstawił opis wszystkich znanych gatunków, zarówno morskich, jak i słodkowodnych. Później Alain Sournia (1973, 1978, 1982, 1990, 1993) skatalogował nowe wpisy taksonomiczne opublikowane po Schillerze. Sournia (1986) podał opisy i ilustracje rodzajów morskich wiciowców. Kolejny indeks opracował w 2005 r. F. Gómez.

## Ekologia

### Środowisko
Bruzdnice mogą występować we wszystkich środowiskach wodnych: słonych i słodkich, w tym w śniegu lub lodzie. Są one również powszechne w środowisku bentonicznym i lodzie morskim.

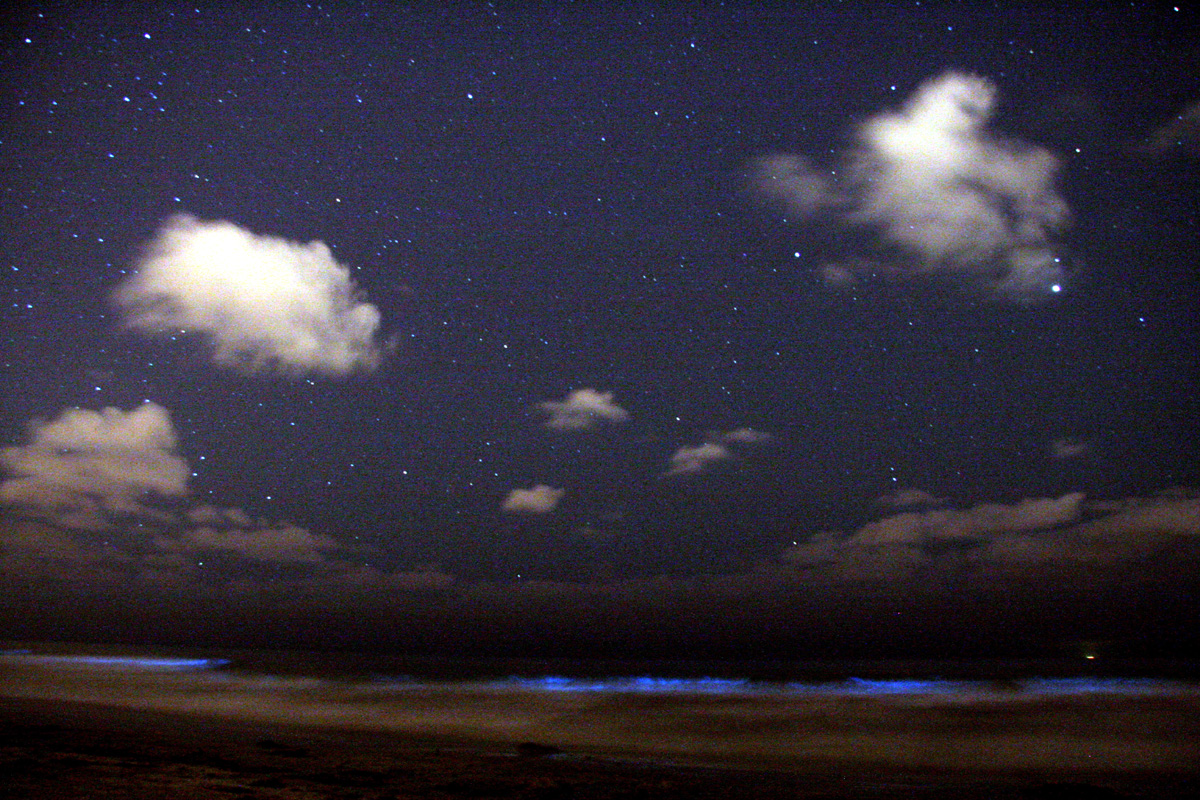
Bioluminescencja Lingulodinium polyedrum

### Odżywianie
Bruzdnice stosują trzy sposoby odżywiania: fototrofię, miksotrofię i heterotrofię. Około połowa żywych gatunków bruzdnic to autotrofy posiadające chloroplasty. Fototrofami mogą być fotoautotrofy lub auksotrofy. Mieszanki dinotroficzne są fotosyntetycznie aktywne, ale są również heterotroficzne. Mikrofotrofy fakultatywne, w których autotrofia lub heterotrofia są wystarczające do odżywiania, są klasyfikowane jako amfitroficzne. Niektóre wolno żyjące bruzdnice nie mają chloroplastów, ale są gospodarzami fototroficznych endosymbiontów.  Kilka z nich może wykorzystywać obce chloroplasty (kleptochloroplasty), otrzymywane z pożywienia (kleptoplastyka). Niektóre wiciowce mogą żywić się innymi organizmami jako drapieżniki lub pasożyty.
Prawie połowa wszystkich znanych gatunków ma chloroplasty, które są oryginalnymi plastydami perydyninowymi lub nowymi plastydami pozyskanymi z innych linii jednokomórkowych glonów poprzez endosymbiozę. Pozostałe gatunki utraciły swoje zdolności fotosyntetyczne i przystosowały się do heterotroficznego, pasożytniczego lub kleptoplastycznego stylu życia.
Sposoby wychwytu i spożycia w wiciowcach są dość zróżnicowane. Kilka bruzdnic (np. Ceratium hirundinella, Peridinium globulus) przyciąga zdobycz przez prądy wodne utworzone przez wici do regionu bruzdowatego komórki. U niektórych bruzdnic duża zasłona do karmienia jest wyciągana w celu chwytania zdobyczy, która jest następnie trawiona pozakomórkowo. Oblea, Zygabikodinium i Diplopsalis są jedynymi innymi rodzajami Dinoflagellata, o których wiadomo, że używają tego konkretnego mechanizmu karmienia. Grzybica katodinium (Gymnodinium), powszechnie spotykana jako zanieczyszczenie w kulturach glonów lub rzęs, karmi się przywiązaniem do swojej ofiary i przyjmowaniem cytoplazmy zdobyczy przez rozciągliwą szypułkę.

### Bioluminescencja

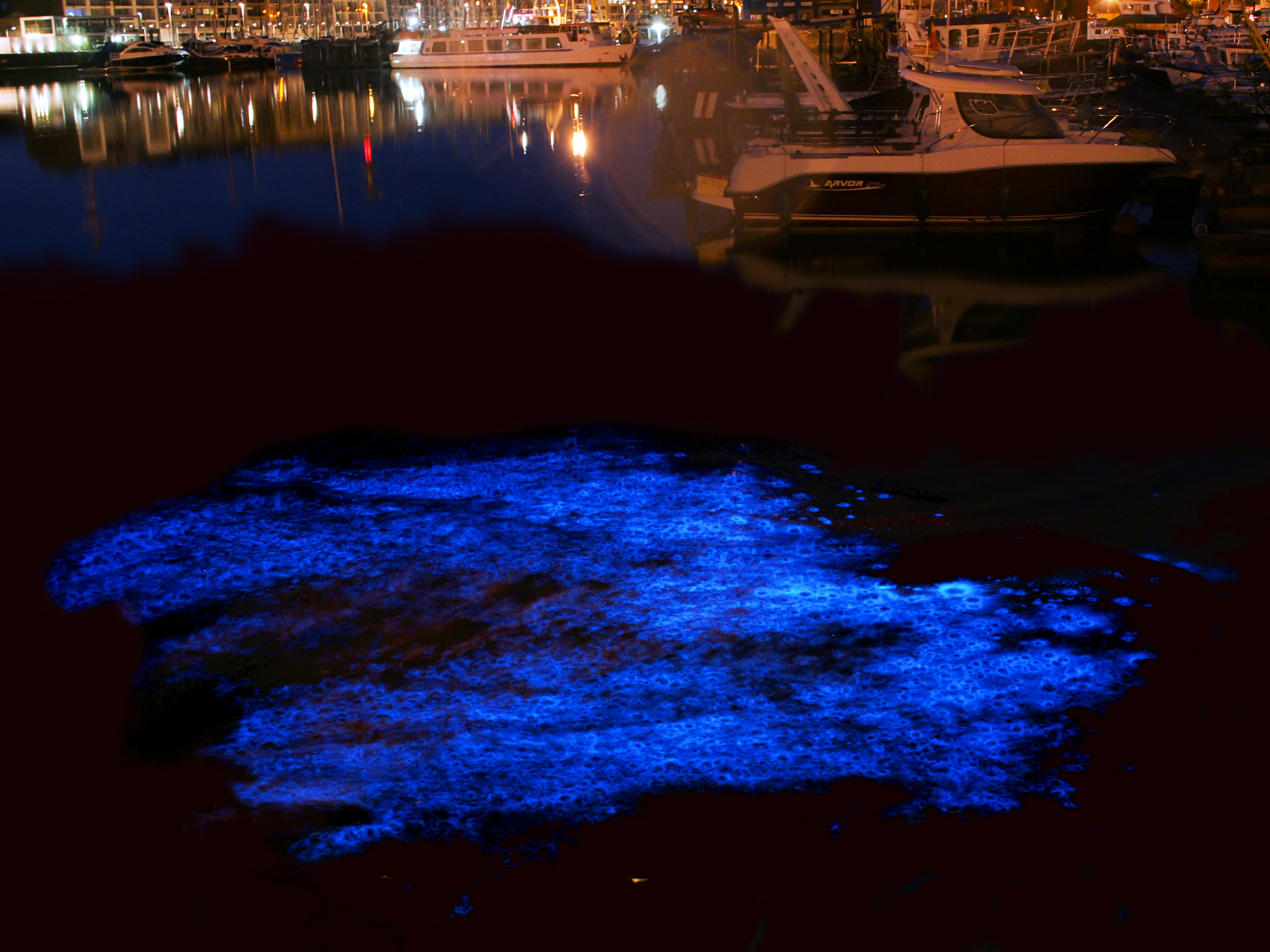
Bioluminescencja N. scintillans w porcie Zeebrugge (zdjęcie fotograficzne wykonane z długim naświetlaniem).

W nocy woda może nabrać „iskrzącego” wyglądu dzięki bioluminescencji bruzdnic. Ponad 18 rodzajów jest bioluminescencyjnych, z czego większość z nich emituje niebiesko-zielone światło. Gatunki te zawierają scyntylony, pojedyncze ciała cytoplazmatyczne (o średnicy około 0,5 µm) rozmieszczone głównie w obszarze korowym komórki, w kieszeniach głównej wakuoli komórki. Zawierają lucyferazę dinoflagellatową, główny enzym biorący udział w bioluminescencji bruzdnicy, oraz lucyferynę, pierścień tetrapirolowy pochodzący z chlorofilu, który działa jako substrat dla reakcji wytwarzającej światło. Luminescencja występuje jako krótki (0,1 s) niebieski błysk (maks. 476 nm), gdy organizm jest stymulowany, zwykle przez zaburzenia mechaniczne. Dlatego też, gdy woda zawierająca bruzdnice jest wzburzana, na przykład ruchem łodzi, pływaniem lub falami – można zaobserwować pod powierzchnią niebieskie iskrzące się światło.
Bioluminescencja bruzdnicy jest kontrolowana przez zegar dobowy i występuje tylko w nocy. Szczepy luminescencyjne i nieluminescencyjne mogą występować u tego samego gatunku. Liczba scyntylonów jest wyższa w nocy niż w dzień i załamuje się pod koniec nocy, w czasie maksymalnej bioluminescencji.
Bioluminescencyjne zatoki ekosystemu bruzdnic należą do najrzadszych i najbardziej wrażliwych, a najsłynniejsze z nich to Zatoka Bioluminescencyjna w La Parguera, Lajas, Puerto Rico; Zatoka Mosquito w Vieques. Laguna bioluminescencyjna znajduje się również w pobliżu Montego Bay na Jamajce, a bioluminescencyjne porty otaczają Castine w stanie Maine. W Stanach Zjednoczonych Centralna Floryda mieści laguny Indian River Lagoon, które latem obfitują w bruzdownice, a zimą w bioluminescencyjny ctenofor. Na świecie zidentyfikowano pięć zatok bioluminescencyjnych, a trzy z nich znajdują się na Portoryko.